# Biodisponibilitate

Comparația ariilor de sub curbă (în reprezentarea grafică a dependenței concentrațiilor plasmatice de timp) dintre forme intravasculare (IV) și per os (PO)

Biodisponibilitatea (prescurtată BD) reprezintă raportul dintre cantitatea de substanță activă precum și viteza cu care aceasta  este cedată, absorbită în organism, care ajunge la locul de acțiune și își manifestă efectul biologic.
Prin definiție, biodisponibilitatea unei substanțe dintr-o anumită formă farmaceutică care se administrează intravenos este de 100%. Totuși, administrarea pe alte căi decât cea IV poate duce la o scădere a biodisponibilității, datorită fenomenelor de cedare, absorbție și metabolizare, care scad nivelele de substanță care ajung în circulație. Din punct de vedere matematic, biodisponibilitatea este un raport ce compară aria de sub curba reprezentării grafice a concentrației plasmatice în funcție de timp (ASC) pentru o formulare extravasculară (orală, rectală, etc) cu aria analoagă administrării formulării intravasculare. ASC este utilizată deoarece aceasta este proporțională cu doza care a fost absorbită în circulația sistemică.

## Utilitate
Cunoașterea biodisponibilității unui medicament poate duce la modificarea parametrilor acestuia: mod de administrare, durată etc. fiind important în farmacologie.
Pentru determinarea biodisponibilității se utilizează trei tipuri:
- Biodisponibilitatea absolută (BDabs) care corespunde fracțiunii de substanță activă eliberata în circulația sanguină. Se face diferențierea unei biodisponibilități absolute a unei forme farmaceutice date, când BD unei forme farmaceutice este comparată cu aceea obținută în urma administrării IV (intravenoasă) - corespunzătoare unei biodisponibilități de 100%.
- Biodisponibilitatea relativă (BDrel) este cantitatea de substanță activă din medicament eliberată din 2 forme farmaceutice diferite, dar administrate pe aceeași cale (utilă și pentru studii de bioechivalență).
- Biodisponibilitatea relativă-optimală care evaluează comparativ 2 forme farmaceutice dintre care una este forma de referință cu biodisponibilitate maximă (de exemplu, compararea unei forme de uz oral cu o soluție de uz oral, care prezintă BD maximală).